# Gras

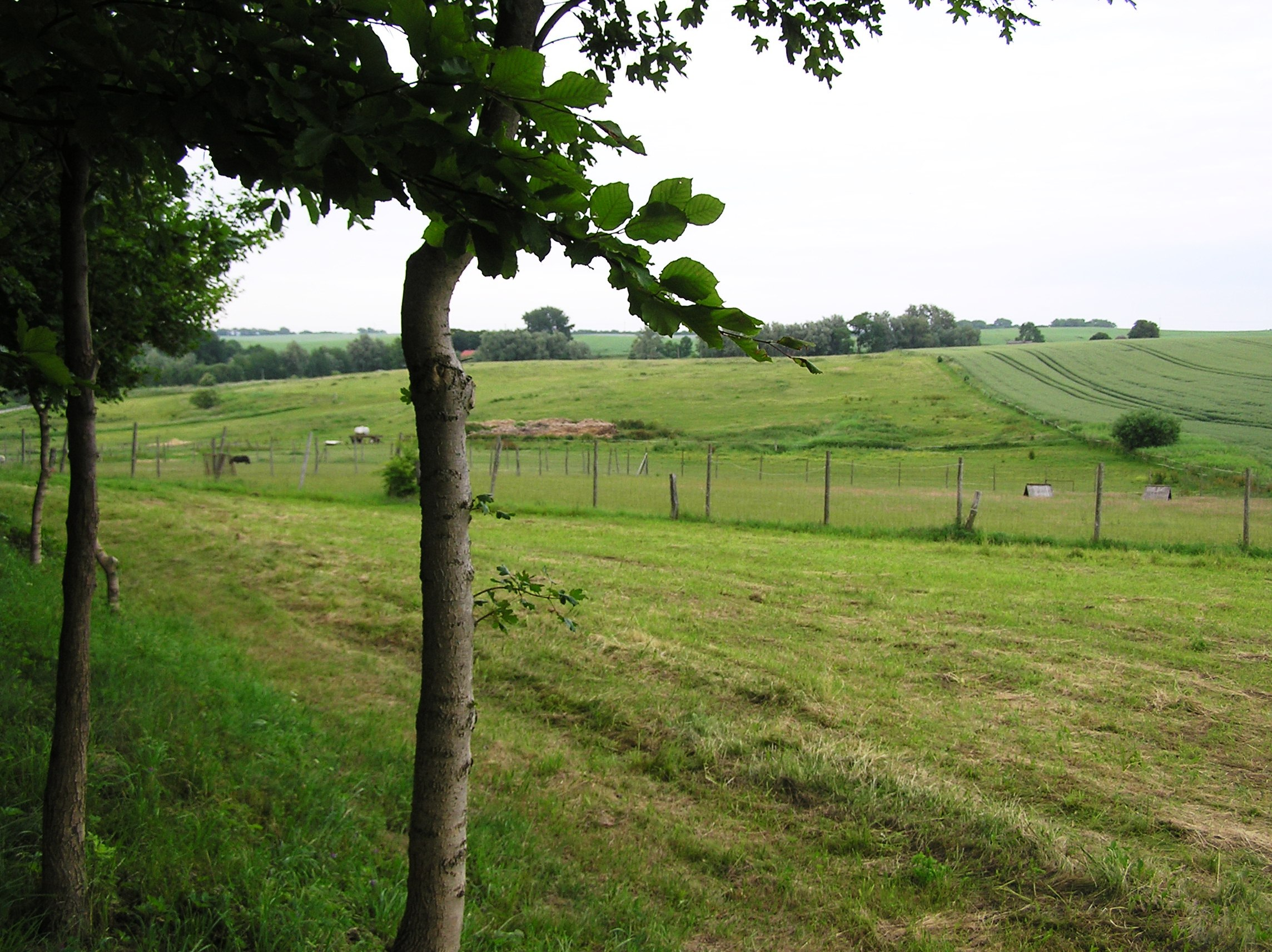
Graslandschaft des warmgemäßigten Klimas der gemäßigten Zone

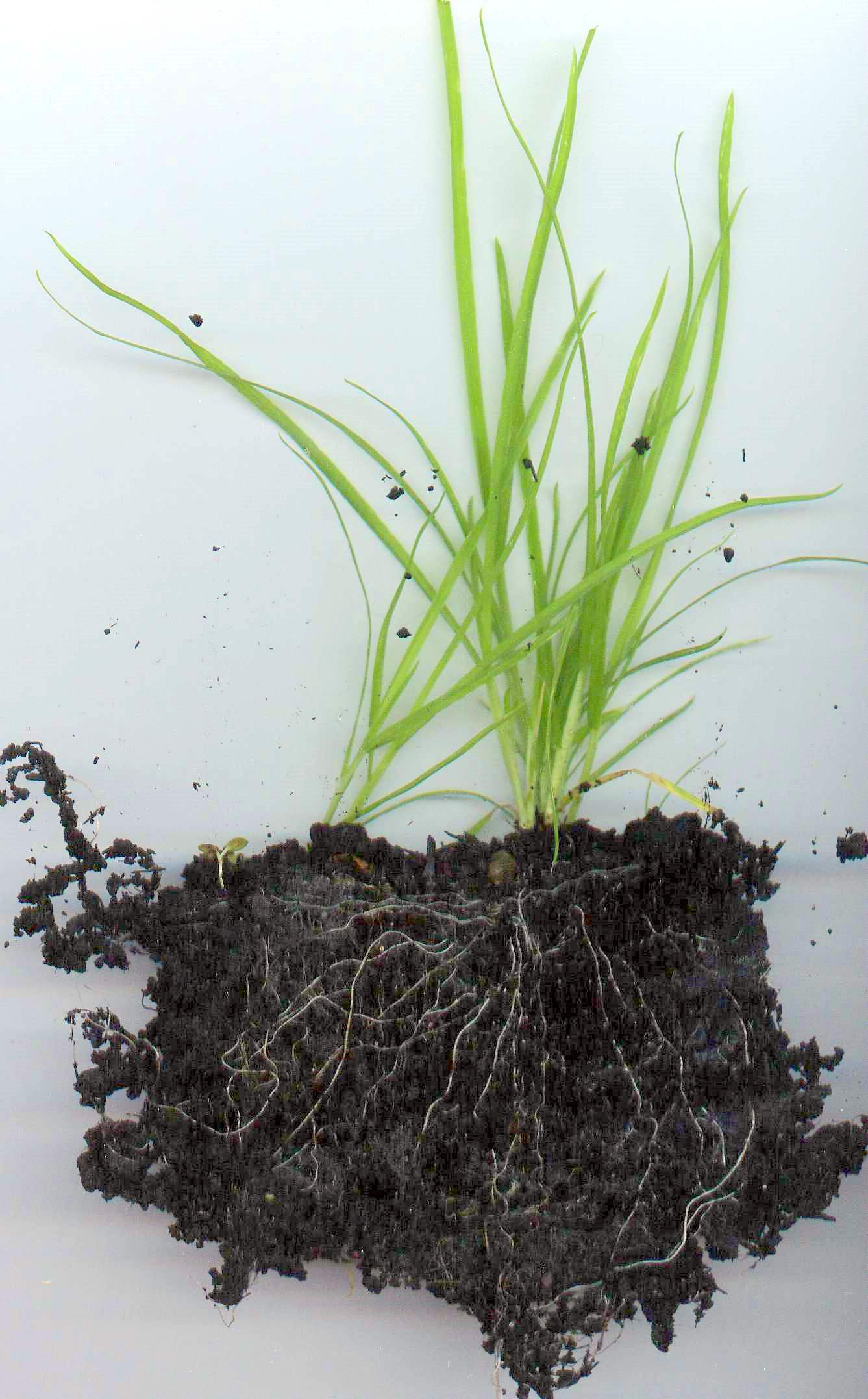
Graspflanze mit Wurzeln

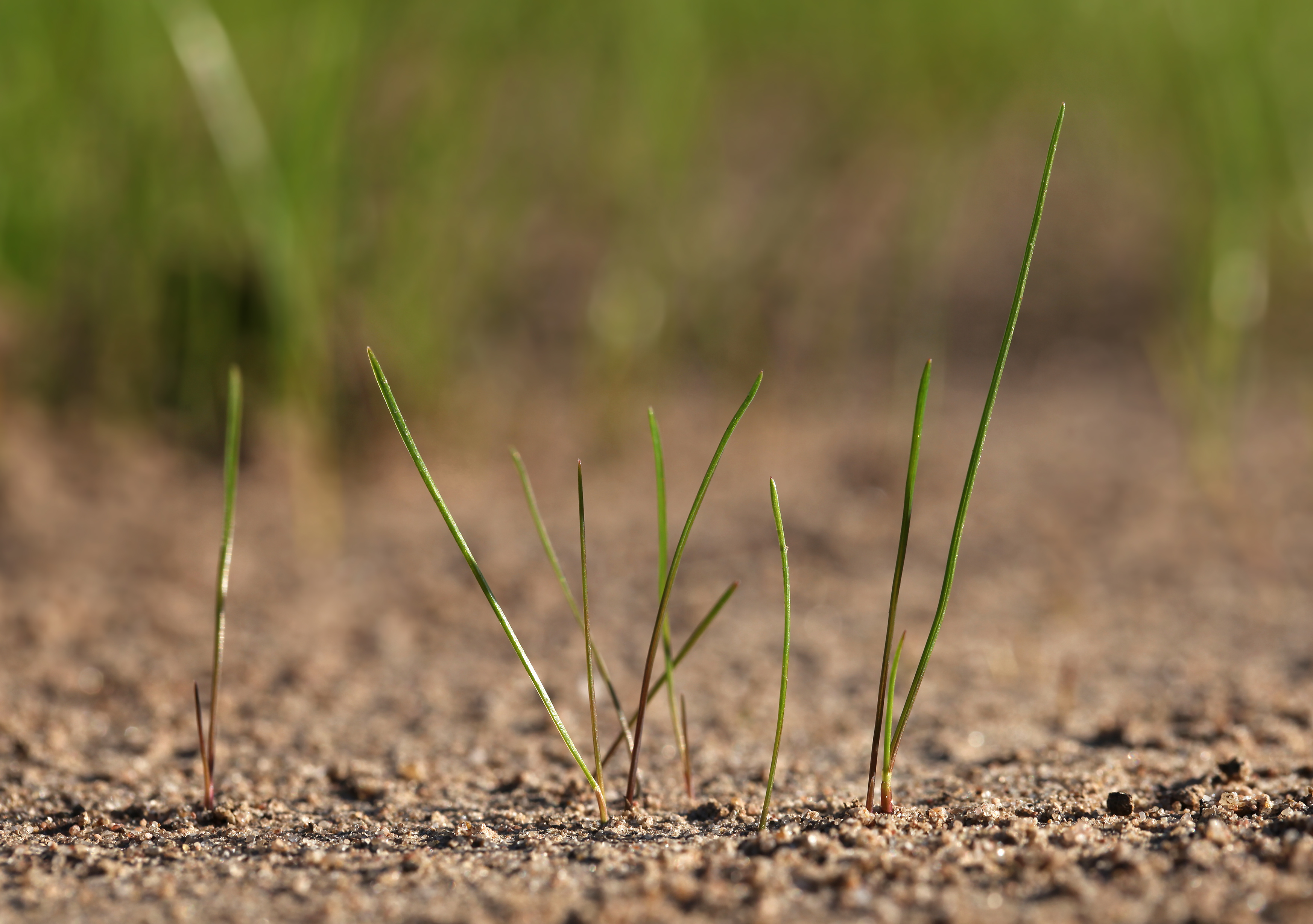
Junges Gras

Als Gras werden einkeimblättrige, krautige Pflanzen mit unscheinbaren Blüten und langen, schmalen Blättern bezeichnet. Gräser haben einen runden, hohlen Halm oder Stängel. Einerseits ist ein Gras eine einzelne solche Pflanze oder eine unspezifische Kategorie zur biologischen Einordnung solcher Pflanzen. Andererseits ist Gras die flächige Pflanzendecke auf dem Erdboden (als Wiese oder Rasen) oder die Gesamtheit grasartiger Pflanzen, die von Tieren gefressen oder vom Landwirt beim Mähen geerntet wird (siehe auch Grünland).
Gras ist Lebensgrundlage vieler Tiere, insbesondere der Wiederkäuer und Einhufer. Eine geschlossene Pflanzendecke auf dem Boden verringert die flächenhafte Abtragung (Denudation) in hohem Maße, der Boden wird weniger abgetragen, es wird Humus gebildet. 
Botanisch gehören Gräser zur Ordnung der Süßgrasartigen; die beiden wichtigsten Gruppen sind Süßgräser und Sauergräser.
Gräser traten zum ersten Mal in der Kreidezeit auf, woraufhin sich das Erosionsverhalten des betroffenen Festlands stark änderte.

## Wortherkunft
Das deutsche Wort Gras geht wahrscheinlich auf eine alte indogermanische Silbe *ghr zurück, deren Bedeutung „wachsen“ sich heute noch im englischen grow wiederfindet. Vergleiche auch lateinisch gramen („Gras“) und altgriechisch γράστις (grástis = Futterkraut) sowie die Bezeichnung der Farbe Grün, die wohl auch darauf zurückzuführen ist.

## Biologie
Botanisch gehören alle im Deutschen als Gras bezeichneten Pflanzen (mit Ausnahme der Seegrasgewächse) zur Ordnung der Süßgrasartigen (Poales), und zwar zu folgenden Gruppen:
- Süßgräser (Poaceae) sind eine in vielen Arten und Gattungen auf der ganzen Welt verbreitete Familie von einkeimblättrigen Pflanzen mit einem durch Knoten gegliederten Halm, langen, schmalen und besonderen als Ähren oder Rispen ausgebildeten Blütenständen mit unscheinbaren Blüten. Auch die Bambus-Arten, die zu dieser Familie gehören, werden als Gräser bezeichnet, obwohl sie eine andere Wuchsform haben.
- Sauergräser werden ebenfalls oft einfach Gräser genannt. Ihre Halme sind nicht durch Knoten gegliedert. Als Sauergräser bezeichnet man Pflanzenarten aus zwei Familien:
  - Riedgräser (Cyperaceae)
  - Binsengewächse (Juncaceae), z. B. die Hainsimsen
- Restionaceae, eine auf der Südhalbkugel verbreitete Familie

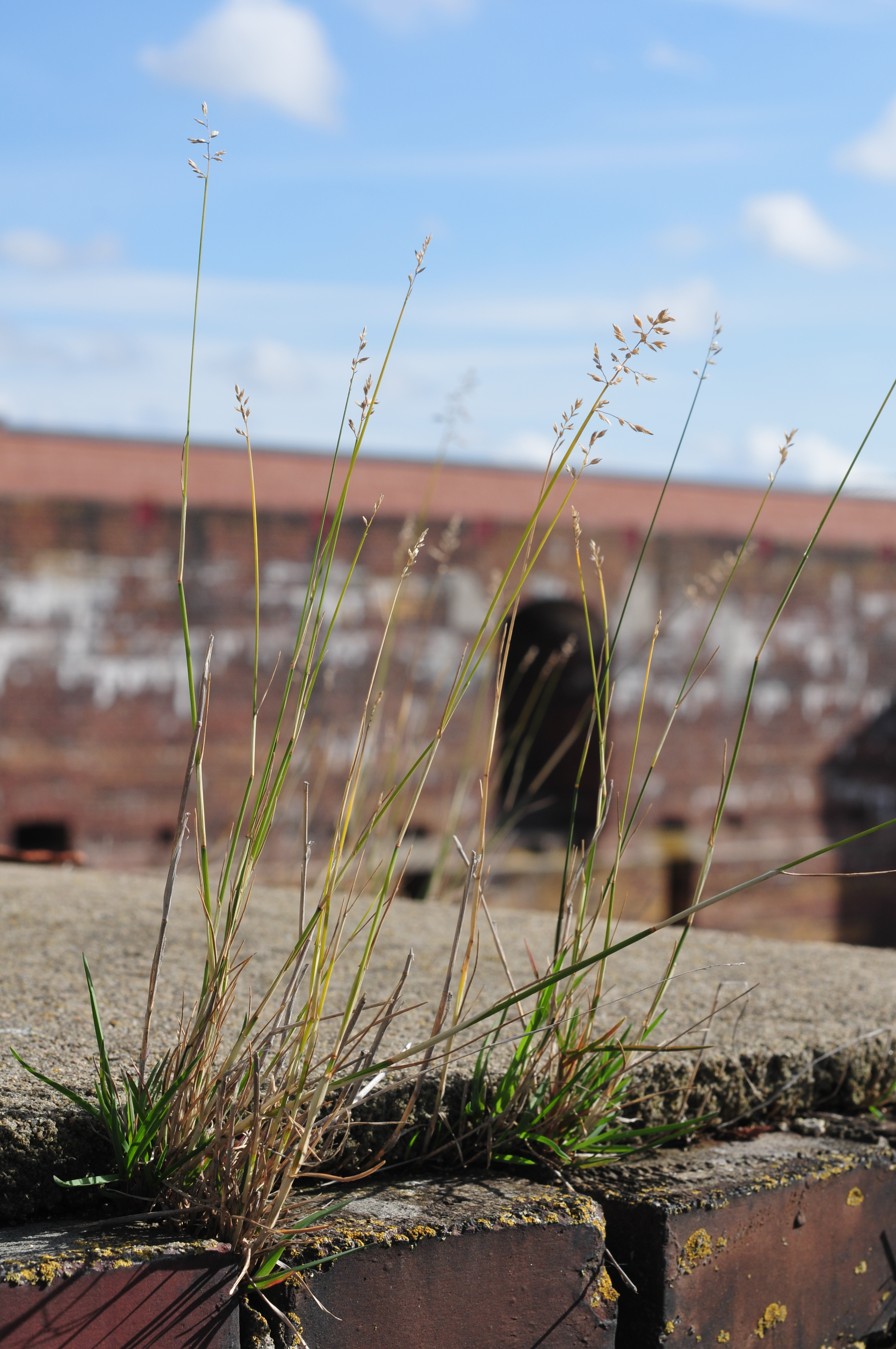
Gräser sind oft Pionierpflanzen beim Überwachsen alter Gebäude
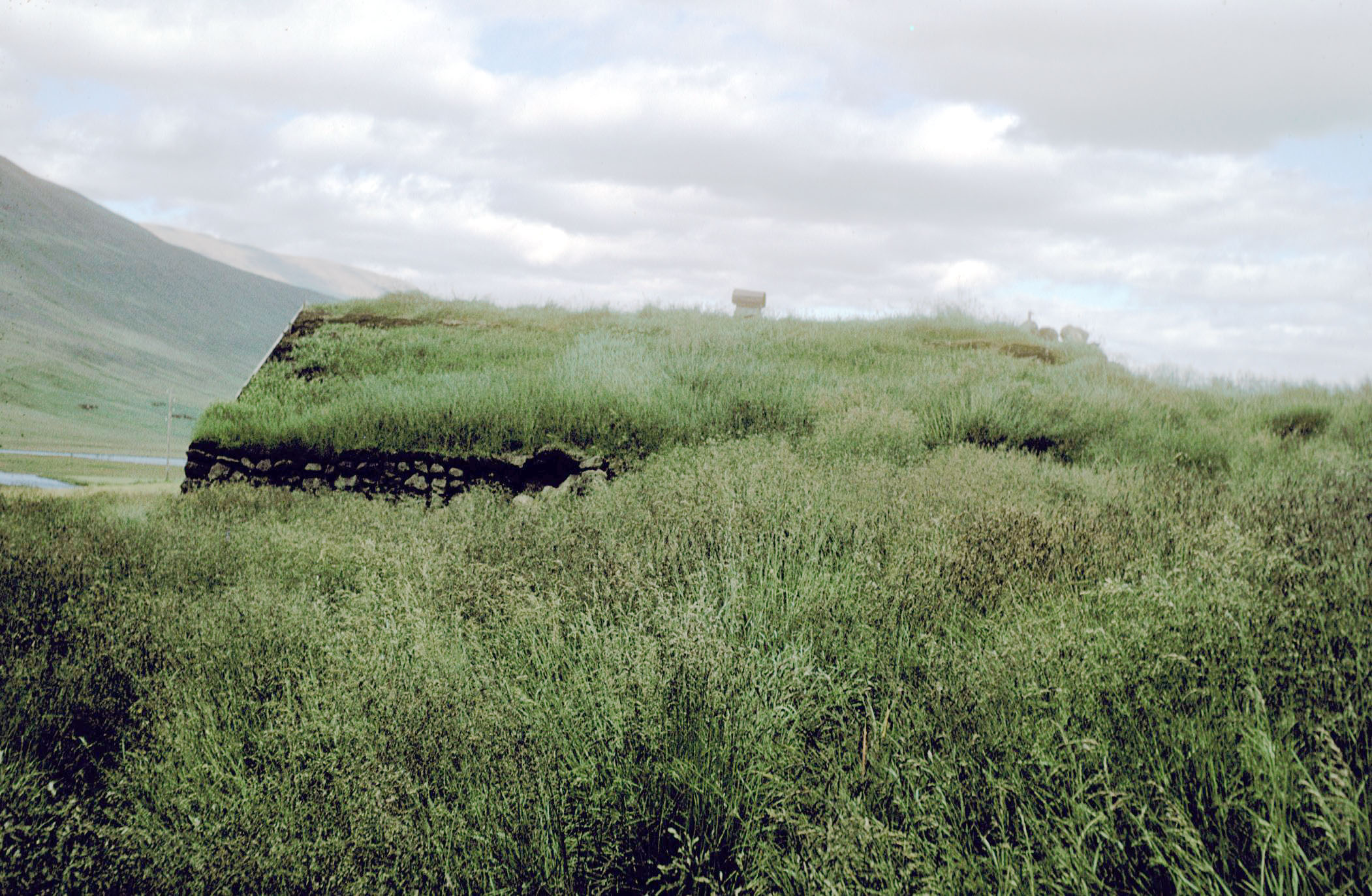
Mit Grastorfsoden gedecktes Haus auf Island, eine Form von Gründach
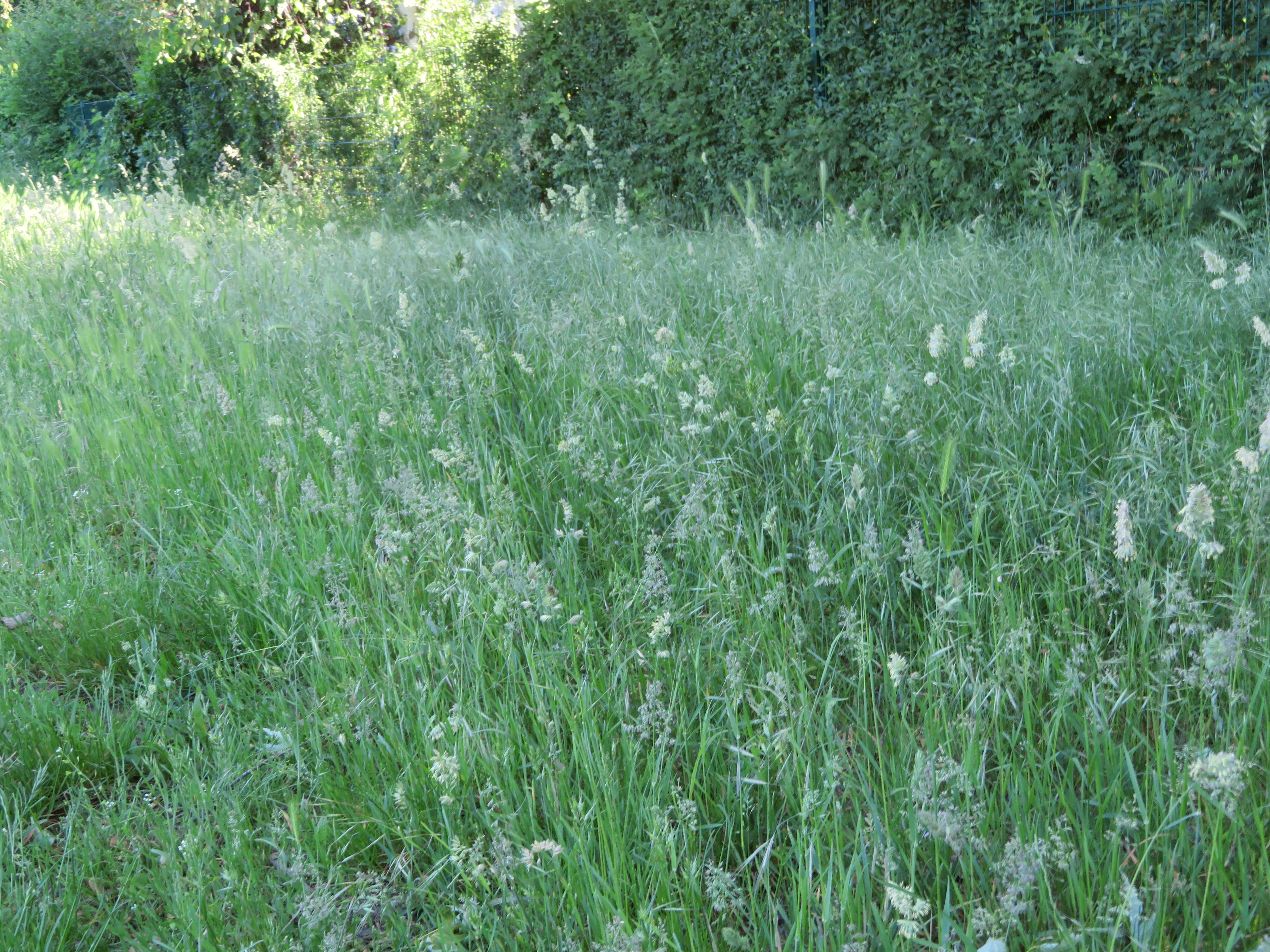
Mehrere Arten von Gräsern, manche in Blüte
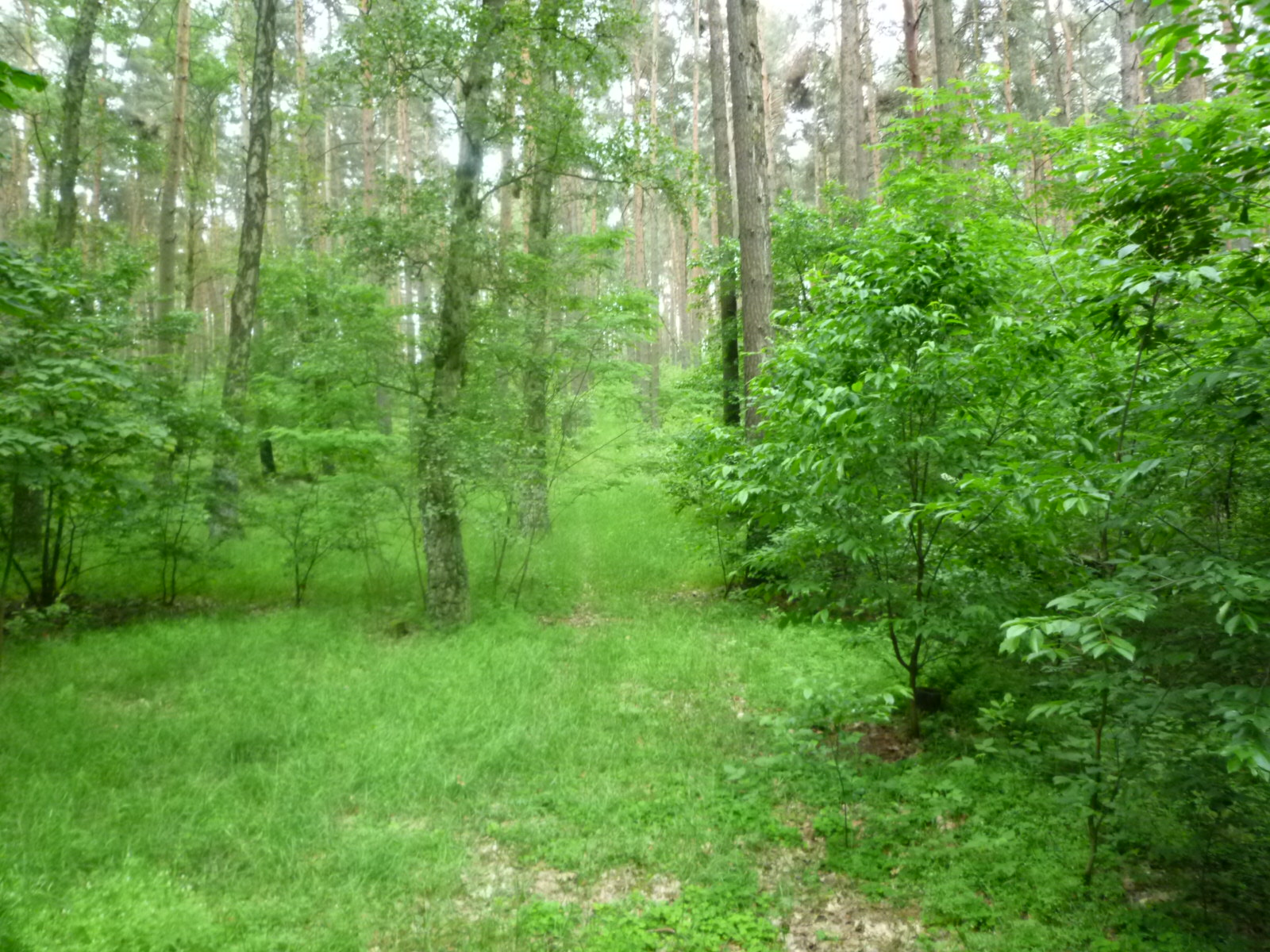
Wildgräser auf dem Cloridenberg in Calvörde

## Nutzung
Süßgräser gehören zu den ältesten Nutzpflanzen. Alle Getreide (z. B. Weizen, Hafer, Hirse, Mais und Reis) sind Süßgräser. Als Grundnahrungsmittel sowie indirekt als Viehfutter sind die Körner der Getreide heute die Ernährungsgrundlage der Menschheit.
Auf Dauergrünland gewachsenes Gras oder auf Äckern gezogenes Gras (Ackergras) wird überwiegend in roher, silierter (Grassilage, Heulage) oder getrockneter (Heu) Form als Tierfutter verwendet. Heu kann auch als Tiereinstreu genutzt werden. Ferner wird Grassilage als Substrat bei der Produktion von Biogas eingesetzt. Die saisonale Erntemenge an Grünschnitt kann mithilfe von Satelliten abgeschätzt werden.
Traditionell wird Gras als Material zur Dachabdeckung verwendet, die auch in Form einer Dachbegrünung erfolgen kann.

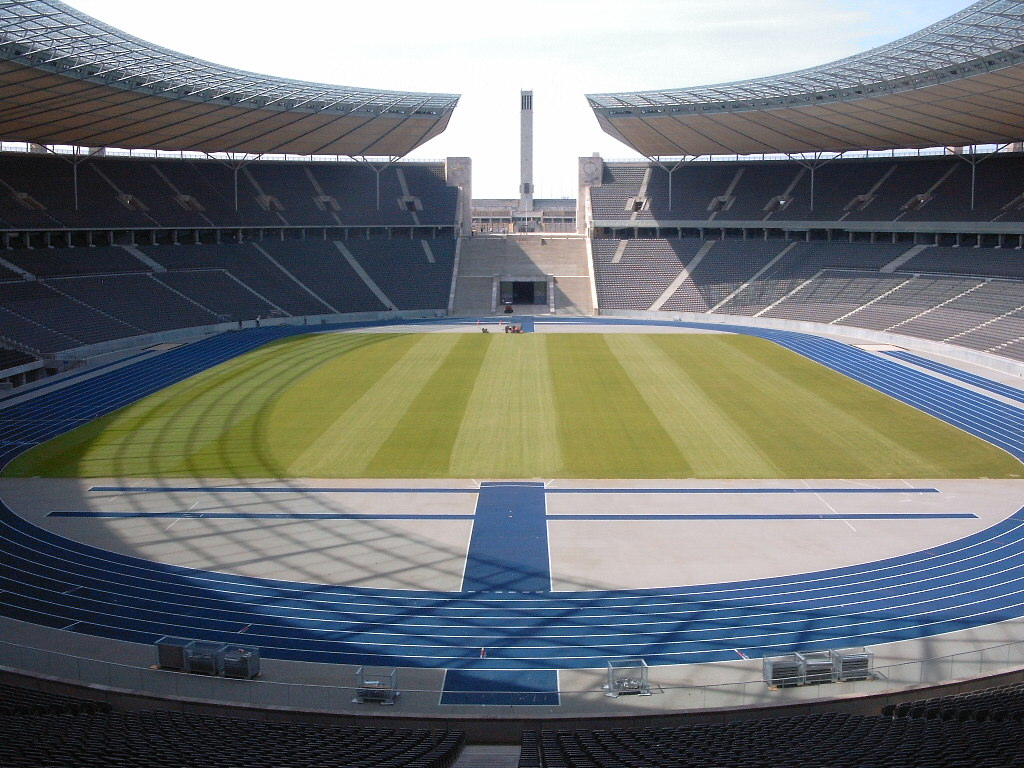
Grasnarben wie Rasen auf Fußballfeldern werden intensiv gepflegt, gedüngt, gemäht und kurzzeitig genutzt, ähnlich der intensiven kurzzeitigen Nutzung und Düngung durch ziehende, grasende Herden, beispielsweise bei Bisons oder Gnus.
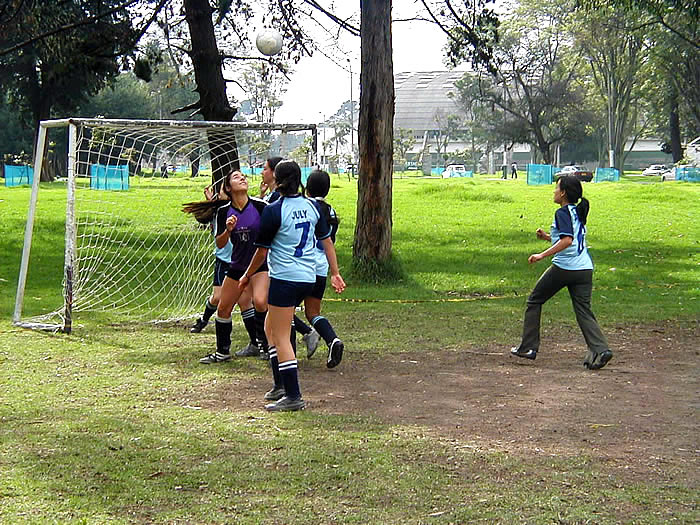
Intensive Nutzung ohne Pflege und Düngung resultiert in Erosion und Zerstörung der Grasnarbe, wie auf dem Bolzplatz, ähnlich der Überweidung durch ortstreue längerzeitlich wiederholte Beweidung
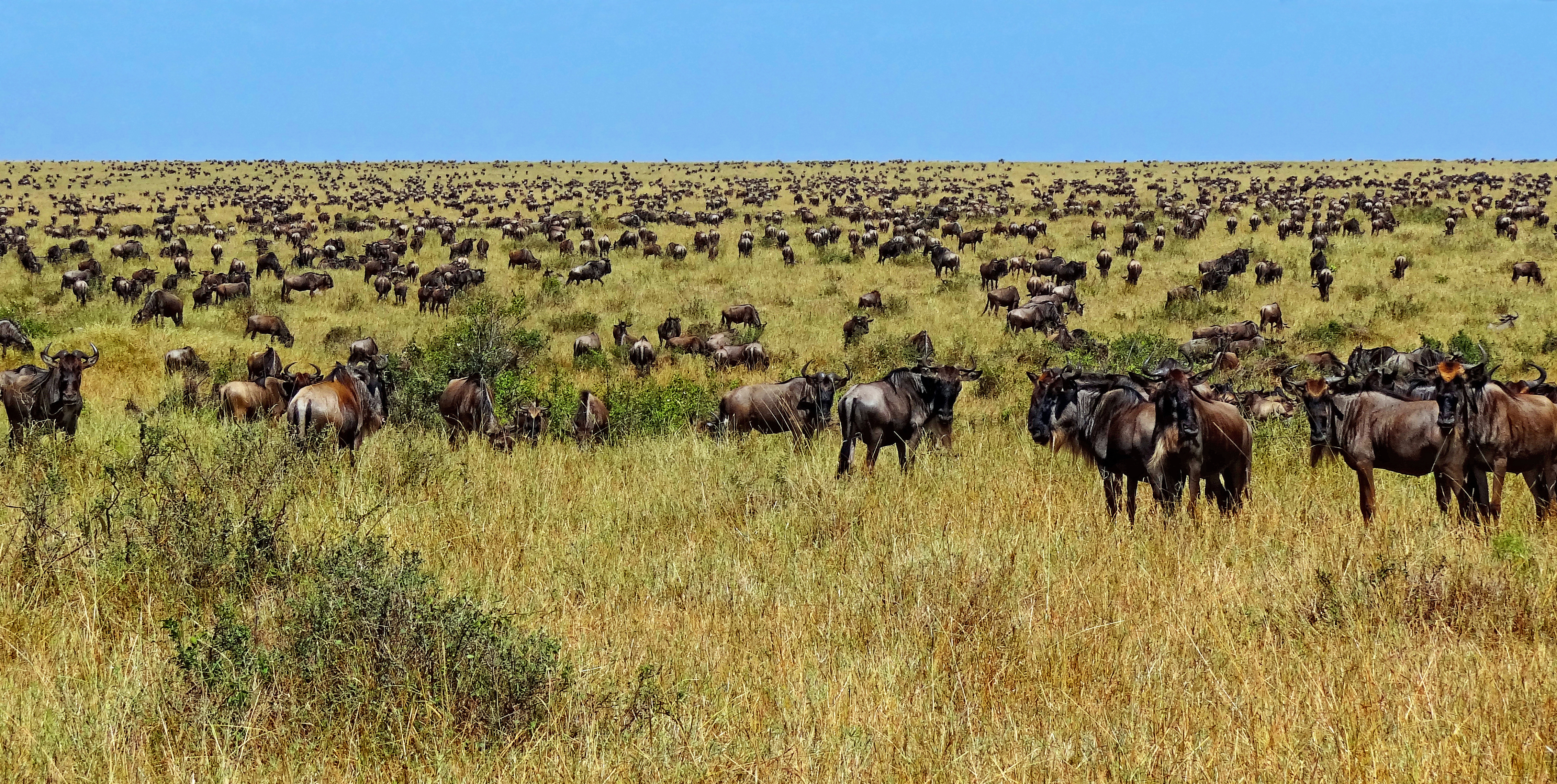
Grasende Tierarten entstanden in Koevolution mit Graslandschaften. Abgebildet ist die natürliche Nutzung von Graslandschaften durch Gnus in der Masai Mara. Überweidung passiert nicht beim kurzzeitigen, intensiven Abgrasen in dichten Herden, welche weiterziehen. Im Gegenteil wird das Pflanzenwachstum durch den Verbiss angeregt, Hufe bearbeiten den Boden, Samen bekommen Licht, Dung und Urin reichern den Boden an, mikrobielles und organisches Bodenleben wird angeregt.[5][6] Im Ende speichert der Boden auch Regenwasser effektiv und ist artenreich.
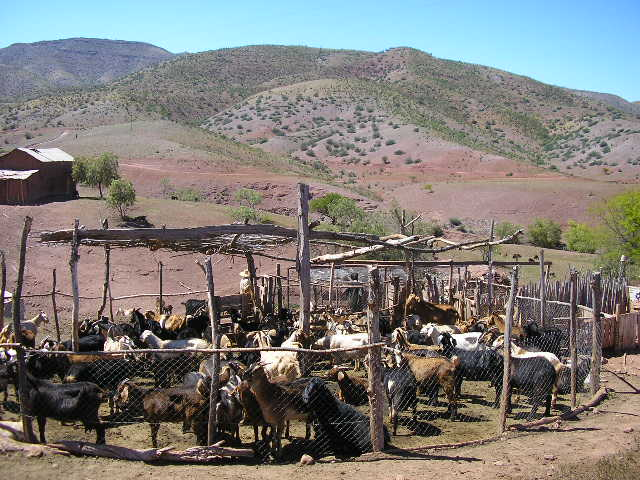
Ortstreue immobilisierte intensive Weidehaltung ohne Management der Flächen resultiert in Überweidung, Erosion und an der Oberfläche abfließende Wassermassen in Sturzbächen mit Verlust der Vegetationsdecke und des Humusgehalts

## „Gras“ als Metapher
Einige Redensarten benutzen das „Gras“ als Metapher:
- Dem Gras beim Wachsen zusehen für  „äußerste Geduld“ oder auch „Langeweile“
- Ins Gras beißen für „sterben“
- Bis Gras darüber gewachsen ist für „bis es längst vergessen ist“
- Da wächst kein Gras mehr für „da ist alles komplett zerstört“
- Am Gras ziehen (damit es schneller wächst)  für „etwas mit Gewalt beschleunigen wollen, was seine Zeit braucht“ oder „äußerst ungeduldig sein“
- Das Gras wachsen hören können Menschen, die an den kleinsten oder auch an bloß eingebildeten Anzeichen zu erkennen glauben, wie sich die Lage entwickeln wird.  Die Redewendung geht möglicherweise auf die Dichtung der Edda zurück, in deren Übersetzung es von einem der zwölf Wächter der Götter heißt, dass dieser eine ungewöhnlich starke Sinnesschärfe habe und das Gras in der Erde und die Wolle auf den Schafen wachsen höre.
- Gras rauchen für das Rauchen von Hanf

## Gras im Sport
Da einige Sportarten auf Gras ausgeübt werden, werden diesbezüglich Gräser verwendet, die den Anforderungen an die jeweilige Sportart ideal entsprechen. Für die Sportart Golf gibt es beispielsweise kriechende Grassorten, die am Boden entlang wachsen, da hierauf der Ball besonders gut rollen kann. Diese werden unter dem Namen Bent Gras oder Bermuda Gras vertrieben.

## Gras in der Kunst
Gras hat auch in der bildenden Kunst eine Bedeutung erlangt. So hat der Künstler Hermann Bigelmayr das Kunstwerk Drei sich aufrichtende Halme im Rahmen der Bundesgartenschau 2005 in München bei Schloss Blutenburg aufgestellt. Schon seit den 1970er-Jahren beschäftigt sich der Schweizer Künstler Bruno Gasser mit dem Thema Gras. Claude Simon publizierte 1958 den Roman „Das Gras“. Und dann gibt es da noch den Gundermann-Hit namens „Gras“.

## Film
- Planet Erde. (7): Graswelten. (OT: Great Plains). Dokumentation, Großbritannien, 2006, 43 Min., Regie: Alastair Fothergill, Jonny Keeling, Produktion: BBC, Discovery Channel, Inhaltsangabe von arte